# Schlacht von La Forbie
Die Schlacht von La Forbie, auch bekannt als Schlacht von Hiribyah oder Schlacht bei Gaza, fand vom 17. bis zum 18. Oktober 1244 statt. In der Schlacht unterlagen die Kreuzfahrer und die mit ihnen verbündeten syrischen Ayyubiden den ägyptischen Ayyubiden.

## Vorgeschichte
1220 war das Reich der Choresmier in Persien von Dschingis Khan zerschlagen worden, der letzte Choresm-Schah Dschalal ad-Din fiel 1231. Ein infolgedessen vaterlandsloser Rest des choresmischen Heeres, eine Reitertruppe, die sich Khwarezmiyya nannte und nach Syrien entkommen war, ließ sich 1244 vom Ayyubiden-Sultan von Ägypten as-Salih als Söldner anwerben. Auf dem Weg nach Gaza, wo sie sich mit dem Heer der Ägypter vereinigen wollten, eroberten sie im Spätsommer 1244 Jerusalem für die Ägypter zurück und plünderten die Stadt.
Der Fall Jerusalems war eine große Erschütterung für die Kreuzfahrer und die den Ägyptern feindlich gesinnten ayyubidischen Staaten Syriens, da sie nun stark bedroht wurden. Unter dem Eindruck dieses Ereignisses verbündeten sich die Kreuzfahrerstaaten mit den muslimischen Reichen von Damaskus, Aleppo, Homs und Karak gegen die Ägypter.
Die Verbündeten sammelten ihr Heer bei Askalon und zogen dann entlang der Küste südwärts, um zunächst das ägyptisch-choresmische Hauptheer zu schlagen. Die Rückeroberung Jerusalems wollte man anschließend angehen. Das Heer der Kreuzfahrer unter Graf Walter IV. von Brienne bestand aus dem Aufgebot des Königreichs Jerusalem und seiner Vasallen einschließlich eines Kontingents des Lazarus-Ordens sowie den Heeren der Templer, der Johanniter und des Deutschen Ordens, insgesamt 6.000 Mann Fußvolk und 1.000 gepanzerte Reiter. Die muslimischen Verbündeten wurden von al-Mansur, Emir von Homs und an-Nasir Yusuf, Emir von Aleppo angeführt und umfassten 4.000 leichte, teils beduinische Reiter und einige hundert Fußsoldaten. Insgesamt waren es ca. 12.000 Soldaten.
Bei La Forbie, nördlich von Gaza, trafen sie auf das Heer der Ägypter unter Führung von Baibars. Diese boten zusammen mit den Choresmiern ca. 11.000 Soldaten auf.
Al-Mansur riet Walter IV. von Brienne, sein Feldlager zu befestigen und abzuwarten, da er erwartete, dass sich die undisziplinierten Choresmier angesichts der leichten zahlenmäßigen Überlegenheit ihrer Gegner zurückzögen. Walter aber ergriff die Offensive und ließ das Heer zur Schlacht aufstellen: Er selbst stand mit seinen Truppen am rechten Flügel am Meer, an-Nasir Yusuf im Zentrum und al-Mansur am linken Flügel.

## Die Schlacht
Die Schlacht begann am Morgen des 17. Oktobers. Die Kämpfe waren hart und die Kampflinie verschob sich mehrmals vor und zurück. Am Morgen des 18. Oktobers warf Baibars die choresmischen Truppen auf das Zentrum der Verbündeten. Das Zentrum der Kreuzfahrer und ihrer Verbündeten wurde durch diesen Angriff zerschmettert und die Choresmier wandten sich zu den Truppen von Homs. Diese wurden nach hartem Widerstand geschlagen und al-Mansur zog mit gerade einmal 280 Überlebenden vom Feld. Dadurch waren die Kreuzfahrer eingeschlossen. 5.000 von ihnen wurden erschlagen, 800 Gefangene wurden nach Ägypten gebracht. Von den Ordensrittern überlebten nur 33 Templer, 27 Johanniter und drei Ritter des Deutschen Ordens, vom Kontingent des Lazarusordens niemand. Viele hohe christliche Würdenträger wurden gefangen genommen, so auch Walter von Brienne.

## Folgen
Bei La Forbie stand die größte christliche Armee seit dem Dritten Kreuzzug im Felde. Die Niederlage war eine ähnlich fatale Schwächung der Kreuzfahrerstaaten wie die Niederlage in der Schlacht bei Hattin. Sie waren ab jetzt komplett zur Defensive genötigt. Die Ritterorden waren so geschwächt, dass sie sich allein auf das Halten ihrer Burgen konzentrieren mussten. Der einzige Umstand, der die Kreuzfahrer vorerst noch rettete, war die Tatsache, dass die ägyptischen Ayyubiden sich zuerst um ihre muslimischen Feinde in Syrien kümmerten. Die Ägypter konnten ihren Einfluss weiter ausdehnen und die Macht in Syrien zurückerlangen.
Im Anschluss an die Schlacht begannen die Ägypter Askalon zu belagern, die dortige Festung hielt aber stand.
Für die Christen wurde die Niederlage der Anlass für den Sechsten Kreuzzug unter König Ludwig dem Heiligen von Frankreich.

## Quelle
- L'Estoire de Eracles empereur Liv. 33, Cap. LVII, in: Recueil des historiens des croisades (1859), Historiens Occidentaux II, S. 429–431